# Laminina, alfa 3
La Laminina subunitat alfa 3 és una proteïna que en els humans és codificada pel gen LAMA3.
Les laminines són components de la membrana basal que mitjancien la unió, la migració i l'organització de les cèl·lules en teixits durant el desenvolupament embrionari per interacció amb altres components de la matriu extracel·lular. La proteïna codificada per aquest gen és la cadena alfa 3 de la laminina 5, que és una complexa glicopreteïna composta de tres subunitats (alfa, beta i gamma). La laminina 5 es creu que està relacionada amb l'adhesió cel·lular, la transducció de senyal i la diferenciació dels queraticonits. Mutacions en aquest gen s'han identificat com a la causa de l'epidermòlisi ampul·lar de tipus Herlitz. S'han identificat variants de transcrits, provinents d'splicings alternatius, codificant per diferents isoformes.

## Interaccions
S'ha demostrat que la laminina, alfa 3 té una interacció amb la SDC2.